# E
E \ إيه \ هو خامس حرف في الأبجدية اللاتينية، ويسمى في اللغة الإنجليزية «إي» [i]. حرف E هو مشتق من الحرف الإغريقي Ε (يلفظ إيپسيلون، والحرف الصغير هو ε) المشابه له في الشكل واللفظ. E هو حرف علة في اللغة العربية ويلفظ من حرف الياء أو مثل [وضح من هو المقصود ؟] في اللغة العربية. وفي كثير من الأحيان يكون صامتاً في اللغة الإنجليزية عندما يكون في نهاية الكلمات، إلا أن وظيفته غالباً تغيير لفظ الكلمة، فمثلاً rat (تلفظ «رات»)، وrate (تلفظ «ريت»).
| A28 |

| A28 |

## الترميز في الحاسوب
الحرف الكبير E في الترميز (Unicode) يكتب U+0045، والصغير e يكتب U+0065. في الآسكي (ASCII) يكتب الحرف الكبير 69 والصغير 101. في نظام العد الثنائي يكتب الحرف الكبير 01000101 والصغير 01100101. شفرة كود التبادل الموسع للترميز العشري الثنائي للحرف الكبير 197 والصغير 133. في لغة HTML وXML يكتب الحرف الكبير "E" والصغير "e".

## استخدامات أخرى
- في الحوسبة تعني «إلكتروني» (electronic)، وكذلك E هي لغة برمجة.
- في العملات ترمز لليورو.
- في الجغرافيا ترمز للشرق.
- في القياسات تعني «تقديري» (estimated).
- في الرياضيات ترمز لعدد أويلر (الذي يساوي تقريباً 2.718281828459045235360287471352).
- في نظام العد [وضح من هو المقصود ؟] تعني العدد 14.
- في التغذية E هو فيتامين.
- في الفيزياء تعني طاقة أو حقل كهربائي.
- في فيزياء الجسيمات تعني إلكترون.
- في ألعاب الفيديو تعني أن اللعبة مناسبة لجميع الأعمار.
- E! هي قناة تلفزيونية أمريكية.